# Crazy Coconuts
Crazy Coconuts ist ein Kinder- und Geschicklichkeitsspiel des Spieleautors Walter Schneider. Das Spiel für zwei bis vier Spieler ab acht Jahren dauert pro Runde etwa 20 Minuten. Es ist im Jahr 2013 auf Koreanisch und Englisch bei dem koreanischen Brettspielverlag Korea Boardgames erschienen, im deutschsprachigen Raum wurde es 2015 bei Pegasus Spiele veröffentlicht. Bei dem Spiel müssen die Spieler versuchen, mit Hilfe eines Katapults in Form einer Affenfigur Kokosnüsse in farbige Becher zu werfen und diese so zu gewinnen.
Das Spiel wurde 2015 im Rahmen des österreichischen Spielepreises Spiel der Spiele als Spiele Hit für Kinder ausgezeichnet. Bereits 2014 wurde es beim dänischen Guldbrikken und 2013 bei den Golden Geek Awards jeweils zum Kinderspiel des Jahres nominiert.

## Thema und Ausstattung
Bei dem Spiel handelt es sich um ein Kinder- und Geschicklichkeitsspiel, bei dem die Spieler versuchen, mit Hilfe eines Katapults in Form einer Affenfigur Kokosnüsse in farbige Becher zu werfen und diese so zu gewinnen. Sie können dabei auch ihren Gegnern Becher abnehmen, wer zuerst sechs Becher gewonnen hat, gewinnt das Spiel.
Das Spielmaterial besteht neben der Spielanleitung aus:
- vier Affenkatapulten,
- vier Spielbrettern,
- zehn gelben Bechern und vier roten Bechern,
- 36 Kokosnüssen und
- zwölf magischen Karten.

## Spielweise
Zu Beginn des Spiels bekommt jeder Spieler ein Spielbrett, ein Affenkatapult und acht Kokosnüsse. Die Becher werden in der Mitte des Spielfelds aufgestellt und die Spielbretter und Katapulte mit etwas Abstand um diese herum. In die roten Becher wird jeweils ein gelber Becher gestellt und im Spiel mit zwei oder vier Spielern wird auch im zentralen gelben Becher ein weiterer gelber Becher platziert.
Beginnend mit einem Startspieler spielen die Mitspieler reihum im Uhrzeigersinn. Der aktive Spieler legt eine Kokosnuss auf sein Affenkatapult und löst dieses aus, dabei versucht er, die Nuss in einen der aufgestellten Becher zu katapultieren. Trifft der Spieler einen Becher und die Kokosnuss bleibt im Becher liegen, darf er den Becher mit der darin liegenden Kokosnuss auf sein Spielbrett stellen. Die gewonnenen Becher werden auf dem eigenen Spielbrett zu einer Pyramide mit einer Basis von drei Bechern aufgebaut.

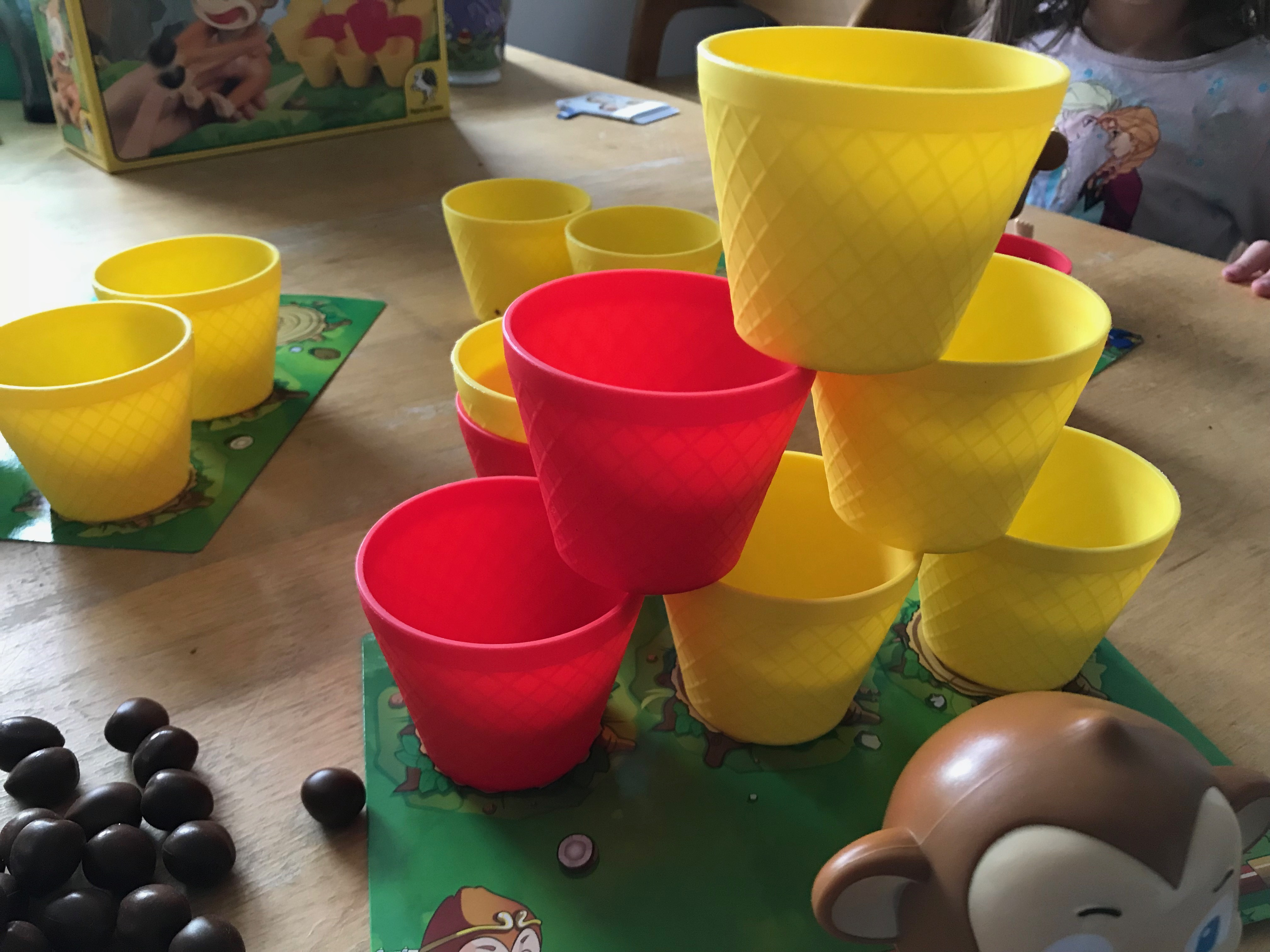
Das Spiel endet, wenn ein Spieler sechs Becher als Pyramide auf seinem Spielbrett stehen hat.

Ein aktiver Spieler darf auch einen Becher eines Gegners treffen und gewinnt diesen dadurch. Den gewonnenen Becher mit den nun zwei (oder mehr) Kokosnüssen stellt er ebenfalls auf sein Spielbrett.  Gewinnt ein Spieler einen roten Becher, darf er eine weitere Kokosnuss in die Becher katapultieren. Gewinnt er dagegen keinen Becher oder nur einen gelben, ist der nächste Spieler an der Reihe. Alle verschossenen Kokosnüsse, die nicht in Bechern liegen, werden zentral gesammelt und dürfen dann von allen Mitspielern genutzt werden.
Das Spiel endet, wenn ein Spieler sechs Becher als Pyramide auf seinem Spielbrett stehen hat. Alternativ endet das Spiel, wenn alle Kokosnüsse verschossen wurden und sich in den Bechern befinden. Gewinner ist der Spieler, der zuerst sechs Becher besitzt oder beim alternativen Ende in seinen Bechern die meisten Kokosnüsse hat.

### Magische Karten
Als Variante kann das Spiel auch mit den sogenannten magischen Karten gespielt werden. Dabei bekommt jeder Spieler zu Beginn des Spiels zwei zufällig ausgewählte Karten, die er jeweils einsetzen kann, bevor ein anderer Spieler sein Katapult abschießt. Der Spieler muss in dem Fall die erste ausgespielte Karte bei seinem Zug berücksichtigen, danach kommt die Karte aus dem Spiel. Insgesamt gibt es sechs verschiedene Karten:
| Magische Karte | Aktionen |
| -------------- | --- |
| Blindschuss    | Der aktive Spieler muss sein Katapult mit geschlossenen Augen ausrichten und abschießen.                                            |
| Zielschuss     | Der aktive Spieler muss einen konkreten vom Kartenbesitzer ausgewählten Becher treffen, alle anderen Treffer gelten als Fehlschuss. |
| Fernschuss     | Der aktive Spieler muss sein Katapult vor dem Schuss mindestens eine Unterarmlänge vor seinem Spielbrett platzieren.                |
| Stop           | Der aktive Spieler muss eine Runde aussetzen.                                                                                       |
| Windstoss      | Alle gegnerischen Spieler dürfen bei diesem Schuss Wind erzeugen, um die Flugbahn der Kokosnuss zu beeinflussen.                    |
| Doppelt        | Diese Karte wird vom Spieler vor dem eigenen Zug gespielt und ermöglicht ihm einen weiteren Schuss nach dem aktuellen Schuss.       |

## Ausgaben und Rezeption
Das Spiel Crazy Coconuts wurde von Walter Schneider entwickelt und erschien 2013 auf Koreanisch und Englisch bei dem koreanischen Brettspielverlag Korea Boardgames. 2014 erschienen eine skandinavische Version auf Dänisch, Norwegisch, Schwedisch und Finnisch sowie Versionen auf Polnisch, Französisch und Italienisch. Im deutschsprachigen Raum wurde es 2015 bei Pegasus Spiele veröffentlicht, im gleichen Jahr erschien es zudem auf Englisch, Dänisch und Chinesisch.
Das Spiel wurde 2015 im Rahmen des österreichischen Spielepreises Spiel der Spiele als Spiele Hit für Kinder ausgezeichnet. Bereits 2014 wurde es beim dänischen Guldbrikken und 2013 bei den Golden Geek Awards jeweils zum Kinderspiel des Jahres nominiert.

## Belege
1. 1 2 3 4 5 6  Spielanleitung Crazy Coconuts (Memento des Originals vom 23. Juli 2017 im Internet Archive)  Info: Der Archivlink wurde automatisch eingesetzt und noch nicht geprüft. Bitte prüfe Original- und Archivlink gemäß Anleitung und entferne dann diesen Hinweis. (Ausgabe Pegasus Spiele, 2015)
2. ↑  Versionen von Crazy Coconuts in der Spieledatenbank BoardGameGeek (englisch); abgerufen am 3. Januar 2018